# Кайкин, Василий Матвеевич
Василий Матвеевич Кайкин (1910—1945) — старший сержант Рабоче-крестьянской Красной Армии, участник Великой Отечественной войны, Герой Советского Союза (1945).

## Биография
Василий Кайкин родился 9 июня 1910 года в селе Тюп (ныне — Тюпский район Иссык-Кульской области Кыргызстана). Получил начальное образование, после чего работал трактористом в колхозе. В январе 1942 года Кайкин был призван на службу в Рабоче-крестьянскую Красную Армию. С ноября того же года — на фронтах Великой Отечественной войны. К январю 1945 года гвардии старший сержант Василий Кайкин командовал пулемётным расчётом 54-го гвардейского кавалерийского полка 14-й гвардейской кавалерийской дивизии 7-го гвардейского кавалерийского корпуса 1-го Белорусского фронта. Отличился во время форсирования Одера.
29 января 1945 года расчёт Кайкина переправился через Одер в районе населённого пункта Приттаг (ныне — Пишток к северо-востоку от Зелёна-Гуры) и принял активное участие в отражении нескольких немецких контратак, благодаря чему сумел переправиться эскадрон. 30 января Кайкин прикрывал отход своих товарищей в районе железнодорожной станции Альткессель (ныне — Стары-Киселин). Израсходовав боеприпасы, он подорвал себя и окруживших его немецких солдат гранатой. Похоронен в польском городе Жагань.
Указом Президиума Верховного Совета СССР от 27 февраля 1945 года гвардии старший сержант Василий Кайкин посмертно был удостоен высокого звания Героя Советского Союза. Также был награждён орденами Ленина, Красной Звезды и Славы 3-й степени.
В честь Кайкина установлен памятник и названы улица, школа, парк культуры и отдыха в селе Тюп.